# Scopesis sachalinensis
Scopesis sachalinensis là một loài tò vò trong họ Ichneumonidae.